# 大竹孟氏公館
大竹孟氏公館又名孟浩然公館，位於四川省達州市大竹縣石橋鋪鎮梁山街社區石橋鋪鎮人民政府院內，文物遺址年代判定為1944年。2012年7月16日公佈為第八批四川省文物保護單位。孟氏公館由孟浩然於民國三十三年（1944）修聾，占地面積1325平方米。坐向170。。由房基、房屋和房頂組成，為磚木建築結構，二層樓房，抬梁式，懸山“十”字頂，房頂左、右兩側各有一磚砌煙囪。面闊7問34.25米、進深2間17.10米、通高17.60米。房基條石砌成，高1.10米，中空，四周各開二孔，高1.10米。二樓樓板和樓梯均用木板鋪成。平面與一層相同。前廊長14.50米、寬2.25米。中間廊道長36.40米、寬1.17米。後廊長31.40米、寬1.20米。左右廊各寬1.19米、長6.90米。四方均有七級知意踏道。2007年，大竹孟氏公館被大竹縣人民政府公佈為縣級文物保護單位。